# Aíto García Reneses
Aíto García Reneses (Madrid, 20 de dezembro de 1946) é um treinador de basquetebol profissional espanhol, muito prestigiado em seu país, dirigiu a Seleção Espanhola de Basquetebol.